# Kanton Nantes-11
Der Kanton Nantes-11 war von 1985 bis 2015 ein französischer Wahlkreis im Arrondissement Nantes, im Département Loire-Atlantique und in der Region Pays de la Loire.
Der Kanton Nantes-11 umfasste westliche Viertel der Stadt Nantes; darunter Durantière.